# Hemotorax
Hemotoraxul este o acumulare de sânge în cavitatea pleurală (membrana seroasă care acoperă pereții cavității toracice și plămânii) în urma unor traumatisme toracice, a unui anevrism aortic sau sindrom hemoragic.
Hemotoraxul, la fel ca și pneumotoraxul, este cel mai adesea rezultatul fracturilor costale. Un Hemotorax este decelabil clinic și radiologic dacă depășește 300 ml.
Dacă lichidul pătruns in cavitatea pleurală are un caracter de trans-sudat, afecțiunea se numește hidrotorax, iar dacă lichidul este limfă, care a pătruns în cavitatea pleurală, prin ruperea, obstruarea sau compresiunea marelui canal toracic sau a altui vas limfatic important, afecțiunea se numește chilotorax.